# Nieuwe Achtergracht
De Nieuwe Achtergracht in Amsterdam is een gracht, die evenwijdig aan de Nieuwe Prinsengracht, de Onbekendegracht verbindt met de Plantage Muidergracht. De gracht kruist de Weesperstraat (bij het Weesperplein) en de Roetersstraat en ligt in het oostelijk deel van de grachtengordel in Amsterdam-Centrum.

## Geschiedenis
De Achtergracht is een korte, aan het Frederiksplein grenzende, westelijk van de Amstel gelegen, gracht. De Nieuwe Achtergracht werd bij de laatste uitbreiding van de grachtengordel ten oosten van de Amstel aangelegd. Deze verlenging lag in het welvarende gedeelte van de Amsterdamse Jodenbuurt.
Het aan deze gracht op het Roeterseiland gelegen voormalige militair hospitaal was van 1820 tot 1833 in gebruik als Nederlands-Israëlitisch Ziekenhuis.

## Gebouwen
- De Diamantbeurs uit 1910, op de hoek van de Nieuwe Achtergracht / Weesperplein, werd ontworpen door Gerrit van Arkel.
- Op de hoek van het Weesperplein, op Nieuwe Achtergracht 100 staat de voormalige verpleeginrichting van de vereniging De Joodse Invalide. Tegenwoordig is hier het hoofdkantoor van de GGD Amsterdam.
- Aan de Nieuwe Achtergracht 26-34 staat de in 1909 gebouwde voormalige hoofdkazerne van de Amsterdamse brandweer. Deze heette "Willem", met de W van Weesperplein, waar ze oorspronkelijk stond. In 1984 verhuisde het korps naar de Ringdijk in Amsterdam-Oost.
- Op het oostelijk deel van het Roeterseiland bij de Roetersstraat staan de moderne gebouwen van de Universiteit van Amsterdam.

Er liggen sinds 2017 vijf bruggen over de Nieuwe Achtergracht:
- De monumentale gietijzeren brug nr. 252 (Nieuwe Achtergracht / Onbekendegracht) dateert uit 1900, in 2016 omgedoopt tot Diamantbewerkersbrug.
- Dr. Meijer de Hondbrug (Brug nr. 257) (Nieuwe Achtergracht / Weesperstraat) draagt de naam van rabbijn dr. Meijer de Hond.
- De Halverstadbrug, brug nr. 260, (Nieuwe Achtergracht / Roetersstraat) is vernoemd naar de econoom en verzetsstrijder Felix Halverstad.
- De Derkje Hazewinkel-Suringabrug is een voetgangersbrug op het terrein/de campus van de Universiteit van Amsterdam, Roeterseiland (gebouwd in 2017)
- Brug nr. 169P is een voetgangersbrug; in het verlengde ervan ligt brug nr. 116P over de Plantage Muidergracht.